# Lillsjön (Tuna socken, Småland)
Lillsjön är en sjö i Vimmerby kommun i Småland och ingår i Marströmmens huvudavrinningsområde. Sjön är 3,5 meter djup, har en yta på 0,104 kvadratkilometer och befinner sig 75,1 meter över havet.

## Delavrinningsområde
Lillsjön ingår i det delavrinningsområde (638015-152467) som SMHI kallar för Mynnar i Smedstorpasjön. Medelhöjden är 82 meter över havet och ytan är 3,68 kvadratkilometer. Det finns inga avrinningsområden uppströms utan avrinningsområdet är högsta punkten. Vattendraget som avvattnar avrinningsområdet har biflödesordning 3, vilket innebär att vattnet flödar genom totalt 3 vattendrag innan det når havet efter 34 kilometer. Avrinningsområdet består mestadels av skog (79 procent). Avrinningsområdet har 1,04 kvadratkilometer vattenytor vilket ger det en sjöprocent på 3,3 procent.